# Senno
Senno – nieistniejąca już dziś wieś położona na wschód od Bussecza, na północ od klasztoru świętokrzyskiego.

## Odmiany nazwy pisowni w źródłach,położenie geograficzne.
W roku 1369 merica Senno, w roku 1476 Sennow, Dąbrowa lub opustoszała osada w powiecie sandomierskim.

## Własność
Duchowna - klasztor świętokrzyski

## Lokacja, związane z nią urządzenia i osoby
W roku 1369 posiadłość  Zerzęcin rozciąga się od kopców granicznych klucza łagowskiego do granicy Ratajów obecnie Wólka Milanowska, stąd, wraz z dąbrową Zerzęcin, do ścieżki lechowskiej (wziętej od nazwy miejscowości Lechów) między dąbrowami Senno i Citanika (Kodeks Małopolski. III 830) Od roku  1476 patrz historia Bussecz.
Pierwotnie Senno mogła to być osada, z której, po najazdach tatarskich i Litwinów w drugiej połowie XIII wieku, pozostała tylko nazwa dla porównania Wolnizna Berstana, oraz Raszkowice.